# دينيل إف تي5
دينيل FT 5 هو قاذف صاروخي متعدد الأغراض، من إنتاج أحد فروع شركة دينيل الجنوب إفريقية. يتميز القاذف بانخفاض تكلفة إنتاجه وسعره، كما يبلغ عياره 95 ملم ووزنه فارغا 6 كجم وملقما 11 كجم مع طول 1.1 متر فارغ و1.5 متر ملقما. القاذف يعاد إستخدامه مع جميع المكونات بإستثناء حاوية الصاروخ التي يتم تركيبها في الخلف قبل الإطلاق. تتوفر له تشكيلة من القذائف تصل قدرتها على الاختراق إلى 710 ملم في الصلب RHA والقذيفة التاندوم (الترادفية ثنائية الرأس) تخترق حتي 630 ملم بعد الدرع التفاعلي. كما أن هناك قذائف شديدة الانفجار مضادة للتحصينات ومتشظية. مدي القذائف يصل حتي 600 وله منظار تصويب.